# Patrick Berhault
Patrick Berhault (Thiers, 19 luglio 1957 – Monte Dom, 28 aprile 2004) è stato un arrampicatore, alpinista e guida alpina francese.
Fu un esperto di free-climbing e di alpinismo classico. Prese parte attivamente al rinnovamento dell'arrampicata avvenuto durante gli anni 1970 (assieme ad altri grandi climber come Patrick Edlinger o Jean-Marc Boivin), collezionando anche grandi exploit nell'alpinismo d'alta quota, come la ripetizione di vie classiche in solitaria e in velocità.
Berhault aveva una grande passione per la montagna in tutte le sue forme (escursioni, arrampicata, alpinismo, spedizioni himalayane) ma era la natura in generale ad affascinarlo e gratificarlo: appena mise su famiglia coronò il sogno di una vita e comprò una fattoria in campagna, con l'intenzione di vivere in simbiosi con la natura.
Nell'arrampicata e nell'alpinismo dimostrò grande riguardo per l'etica, sia dal punto di vista del rispetto della natura (ad esempio nella grande traversata delle alpi si mosse a piedi o con gli sci), sia nell'arrampicata stessa dove ridusse al minimo o eliminò l'utilizzo di ausili meccanici, facendo talvolta a meno della corda stessa.
È stato istruttore presso l'ENSA (École nationale de ski et d'alpinisme), la Scuola francese di Alpinismo che si occupa della formazione delle guide alpine

## Biografia

### Primi anni
Il primo approccio con la natura e lo sport per Berhault fu da subacqueo, infatti fino a quattordici anni si dedicò alle immersioni in apnea nel mare vicino a casa sua, tra Monaco e Mentone.
Nel 1971 salì con un amico il monte Gelàs, nelle Marittime, e sentì allora che la sua ricerca nella natura lo portava tra le vette delle montagne e non tra i fondali del Mediterraneo.
A fine anni settanta firma una serie di grandi ripetizioni di vie classiche, in solitaria e in velocità.
Nel 1980 partì con una spedizione al Nanga Parbat per salire alla vetta attraverso il Pilastro della Rupal. Dopo varie vicissitudini, rimasero a tentare la salita solo lui e il capo spedizione, Yannick Seigneur. In tre giorni, insieme, salirono da 3500 a 7000 metri, dove furono costretti ad abbandonare per un malore occorso a Berhault, un blocco renale dovuto alla cattiva acclimatazione.

A metà anni ottanta Patrick va a vivere in campagna con la compagna e i figli, comprando una piccola fattoria a Chabreloche, paese di mille abitanti nell'Auverge alquanto distante dalle Alpi.
In questi anni si dedica alla comunità locale: diventa maestro di una scuola d'alpinismo per i ragazzini del paese e accompagna in escursioni in montagna persone disabili. Nel 1992 porterà sui 5895 m del Kilimanjaro un gruppo di 5 non vedenti. Nel 1988 scala lo Shisha Pangma, il suo primo 8000.

### Il ritorno in montagna e il decesso
Nel 1990 torna al grande alpinismo. Il primo passo è l'ottenimento del diploma da Guida Alpina, progetto spesso varie volte accarezzato ma sempre rimandato.
Nel settembre del 1991, realizzò una traversata completa del Monte Bianco, mediante il concatenamento di una serie di itinerari molto impegnativi.
Nel febbraio del 2003, assieme a Philippe Magnin, partendo da un campo base installato sul versante italiano del Monte Bianco, concatenò le 8 più belle vie di ghiaccio e le otto più belle vie di misto del massiccio, impresa che valse ai due alpinisti francesi il premio Cristal 2003, consegnato dalla Fédération française de la montagne et de l'escalade (FFME).
Dopo numerose spedizioni himalaiane, Berhault riuscì a conquistare l'Everest, il 23 maggio 2003, in occasione del cinquantenario dalla prima ascensione. Partito da campo 4 a mezzanotte, arrivò in vetta alle 6.30.
In particolar modo però, le imprese che lo hanno reso celebre al grande pubblico furono due:
- la grande attraversata delle Alpi, compiuta tra l'agosto del 2000 ed il febbraio 2001, durante la quale, con i compagni Patrick Edlinger e Philippe Magnin, egli concatenò numerose ascensioni di notevole fama e difficoltà, tra le quali la trilogia, Grandes Jorasses, (via Goussaut, René Desmaison), Nord del Cervino, Nord dell'Eiger;
- il concatenamento di tutte le 82 vette alpine superiori a 4000 metri, da marzo ad aprile del 2004.

Fu proprio in quest'ultima impresa, durante l'ascensione del Täschhorn, nel massiccio del Mischabel (Canton Vallese), che Patrick trovò tragicamente la morte a causa del distacco di una cornice nevosa che lo fece precipitare a valle.

## Allenamento
Finita l'adolescenza, l'obiettivo di Berhault fu di diventare arrampicatore a tempo pieno, forte anche del sostegno dei suoi genitori. Inizia così ad allenarsi molto per migliorare, arrampicando il più possibile e dedicandosi con costanza ad allenamenti "a secco".
Nei primi anni il suo allenamento prevedeva 100 trazioni, 100 piegamenti sulle gambe, 50 flessioni, 50 addominali tutti i giorni, anche in quelli trascorsi in montagna.
Intorno al 1976, insieme a Edlinger, aumentarono il carico di lavoro per prepararsi alle grandi salite invernali che sognavano, passando a 500 trazioni e flessioni al giorno.
Le sue capacità fisiche e di agilità gli permisero di rendere al meglio sui tetti, liberando per esempio Silvester, di grado di difficoltà 7b a Rocca di Corno (Finale Ligure) attrezzata da Wolfgang Güllich, un'altra via nel finalese alla Grotta Strapatente (Orco Feglino) o Le Toit d'Auguste, a La Turbie. Il grado del Tetto di Augusto via non venne dichiarato da Berhault, in aperta (e silenziosa) polemica con la prassi che voleva una rincorsa al grado fine a sé stesso, senza tenere conto della bellezza e dei movimenti di una via. Pochi anni dopo, l'allora sedicenne Fred Nicole ripeté la via, gradandola 8b+.

## Falesia
Alcune vie liberate da Berhault ordinate per grado di difficoltà:
- 8b+:
  - Le Toit d'Auguste - La Turbie (FRA) - 1986 - Prima salita
- 7c+:
  - La Haine - La Turbie (FRA) - 03/1981 - Prima salita
- 7b+:
  - Pichenibule L11 - Gole del Verdon (FRA) - 1980 - Prima salita in libera della via aperta nel 1977 da un team di francesi[6]

- 7b:
  - Silvester - Rocca di Corno, Finale Ligure (ITA) - Via di Wolfgang Güllich del 1984
- 7a+:
  - Péril rouge L5 - Gole del Verdon (FRA) - 1979 - Prima salita[7]
  - Caca Boudin - Gole del Verdon (FRA) - 1977 - Prima salita
  - Fenrir L1 - Gole del Verdon (FRA) - 1977 - Prima salita

## Ventidue cime dall'agosto 2000 al gennaio 2001
Berhault e i vari compagni che lo seguirono nel viaggio, per spostarsi non usarono mezzi a motore, ma andarono a piedi, in bicicletta o sugli sci.
- 27 agosto 2000: Parete nord del monte Tricorno, 2863 m, Alpi Giulie, con P. Edlinger e Tomaz Humar.
- 5 settembre: Cima Ovest di Lavaredo, 2973 m (Dolomiti), via Cassin-Ratti, con P. Edlinger.
- 6 settembre: Cima Grande di Lavaredo, 2999 m (Dolomiti), via Brandler-Hasse, con P. Edlinger.
- 11 settembre: Civetta, 3218 m (Dolomiti), via Solleder, con P. Edlinger.
- 12 settembre: Civetta, punta Tissi (Dolomiti), via Phillip-Flamm, con P. Edlinger.
- 13 settembre: Civetta, cima Su Alto, 2958 m (Dolomites), via Livanos-Gabriel, con P. Edlinger.
- 16 settembre: Marmolada, 3342 m (Dolomites), voie du Poisson avec P. Edlinger.
- 18 settembre: Marmolada di Rocca, 3265 m (Dolomiti), via Vinatzer e variante Messner, con P. Edlinger.
- 25 settembre: Crozzon di Brenta, 3135 m (Dolomiti), pilastro dei Francesi, con P. Edlinger.
- 26 settembre: Brenta Alta, 2960 m (Dolomiti), via Detassis, con P. Edlinger.
- 4 ottobre: Cengalo, 3370 m (gruppo del Bernina), parete nord-ovest, con Ottavio Fassini.
- 24 e 25 ottobre: Grandes Jorasses, parete nord, 4 208 m (Massiccio del Monte Bianco), via Goussault-Desmaison, con Philippe Magnin.
- 28 ottobre: Monte Bianco, 4807 m, Hypercouloir puis arête du Brouillard, con P. Magnin.
- 28-29 novembre: Cervino, parete nord, 4478 m (Vallese), con P. Magnin.
- 4 e 5 dicembre: Eiger, parete nord, 3970 m (Oberland Bernese), con P. Magnin.
- 13 dicembre: Grande Casse, parete nord, 3852 m (Vanoise), seconda ascensione della via Boivin-Diaféria-Maurin, con Patrick Gabarrou.
- 19 e 20 dicembre: traversata delle Aiguilles d'Arves, 3510 m, 3509 e 3363 m (Maurienne), con Gaël Bouquet des Chaux.
- 22 dicembre: Meije, 3983 m (massiccio des Écrins), via Pierre Allain (Parete Sud), con Philippe Magnin.
- 27 dicembre: Dôme de neige des Écrins, 4015 m (massiccio des Écrins), ascensione dal versante Bonnepierre, con Valérie Aumage.
- 8 e 9 gennaio 2001: traversata del Monviso, 3845 m (Alpi Cozie), in solitaria.
- 17 gennaio: Corno Stella, parete nord, 3050 m (Alpi Marittime), via Ughetto-Ruggeri, in solitaria.
- 29 gennaio: Punta Marguareis, pointe Scarasson, 2651 m (Alpi Marittime), via Gogna, con P. Gabarrou e P. Magnin
- 9 febbraio: arrivo sulla spiaggia di Mentone

## Film documentari
- Sur le fil des 4 000 di Gilles Chappaz, descrive il concatenamento dei 64 4000 conquistati da Berhault nel 2004.
- La cordée de rêve, diario-documentario della traversata delle Alpi.

## Libri
- Encordé mais libre, la traversée des Alpes, Edizioni Glénat Livres, Grenoble, ottobre 2001, 258 p. ISBN 2723435822
- Le grand voyage alpin, la traversée des Alpes, Edizioni Glénat Livres, Grenoble, novembre 2001, 144 p. ISBN 272343589X
- Legato ma libero, La traversata delle Alpi, Vivalda Editori, 2002, Patrick Berhault, collana I Licheni nº57 ISBN 9788878081574
- Berhault, Vivalda Editori, 2009, Michel Bricola - Dominique Potard, collana I Licheni nº96 ISBN 9788874801367